# 林信行 (英文学者)
林信行（はやし のぶゆき、1910年9月12日-1998年8月6日）は、日本のアメリカ文学者。
千葉県出身。1935年東北帝国大学文学部英文科卒。旧・東京都立大学助教授、教授、74年定年退官、名誉教授、創価大学文学部教授。92年定年、名誉教授。

## 著書
- 『メルヴィル研究』南雲堂 1958
- 『アメリカ文学論考 シンボリズム、アイロニィ、アイデンテティの追求の文学』北星堂書店 1977
- 『ホーソーン、メルヴィルとその周辺 文学のなかの人間像』北星堂書店 1983
- 『ホーソーンとメルヴィル ホーソーンの戦時紀行文、その他』編著 成美堂 1994

### 翻訳
- トマス・ハーディ『侯爵夫人の恋 他四篇』太田三郎共訳 河出文庫 1955
- 『青いホテル・豹の眼』アンブローズ・ビアス編 英宝社 1956「豹の眼,月明の道,ものまね鳥,オウル・クルーク橋の出来事」
- スティーヴン・クレーン『赤い武功章』横沢四郎共訳 新鋭社 1956
- ウィラ・キャザー『さまよう女』ダヴィッド社 1956
- ウィリアム・フォークナー『サートリス』白水社 1965
- 『フォークナー全集 8 これら十三篇』冨山房 1968
- ハーマン・メルヴィル『地の涯の海・魔の島々』ニトリア書房 1972